# Centropogon macrocarpus
Centropogon macrocarpus är en klockväxtart som beskrevs av Alexander Zahlbruckner. Centropogon macrocarpus ingår i släktet Centropogon och familjen klockväxter. Inga underarter finns listade i Catalogue of Life.